# Bonaparte visitant les pestiférés de Jaffa
Bonaparte visitant les pestiférés de Jaffa est un tableau d'Antoine-Jean Gros datant de 1804, commandé par Napoléon pour représenter un épisode de la campagne d'Égypte. La réalité historique de la scène dépeinte par ce tableau, et en particulier du geste de Bonaparte, est contestée. Cependant, la visite de Bonaparte aux pestiférés est attestée par Desgenettes, mais les faits sont différents :  Bonaparte, « se trouvant dans une chambre étroite et très encombrée, [il] aida à soulever ou mieux à porter le cadavre hideux d'un soldat dont les habits en lambeaux étaient souillés par l'ouverture spontanée d'un énorme bubon abcédé ». Cette scène  a fait l'objet d'une première esquisse de Gros qui se trouve au Musée du Louvre. Bonaparte a donc pris encore plus de risques qu'en touchant un bubon fermé.

## Contexte de la création de l'œuvre
Ce tableau a été réalisé en 1804, et exposé pour la première fois le 18 septembre au Salon de Paris. C'est Dominique Vivant Denon, qui a participé à l'expédition de Bonaparte en Égypte, et qui est devenu directeur du musée du Louvre, qui guide le travail de Gros. Le tableau représente Napoléon pendant une scène qui a eu lieu à Jaffa, en 1799, pendant laquelle il motive ses troupes et où il s'approche et touche des malades d'une épidémie de peste qui sévit dans l'armée.
Une esquisse de ce tableau fut créée en 1802, intitulée Bonaparte, général en chef de l’Armée d’Orient, touche une tumeur pestilentielle, en visitant les pestiférés dans l'hôpital de Jaffa, actuellement conservée au musée Condé à Chantilly.
La commande de ce tableau vise à redorer l’image de Bonaparte alors que sa volonté d’euthanasier les pestiférés de son armée est rapportée par la presse anglaise, ainsi qu’à faire oublier que la veille de cette visite aux pestiférés, à la suite du siège de Jaffa, Bonaparte avait fait massacrer 3000 prisonniers qu’il estimait ne pas pouvoir faire garder et nourrir,.

### Réalité historique de l’évènement
Les généraux de Bonaparte relatant la campagne d’Égypte ne font pas mention de l’évènement ou décrivent une traversée rapide et hâtée du lazaret par Bonaparte. Le médecin Desgenettes indique en revanche que Bonaparte saisit à bras-le-corps des malades pour aider à leur transport.

## Composition du tableau
Ce tableau reprend le même principe que le Serment des Horaces de Jacques Louis David de 1784, conservé au Louvre.
On peut remarquer trois arcades comme pour le Serment des Horaces à gauche les fils prêtant serment, puis au milieu le père levant les épées et à droite les femmes tristes.
La scène se passe dans une mosquée, on voit sa cour et son minaret. En arrière-plan, il y a les murailles de la ville, dont une tour présente une brèche, tandis qu'un drapeau français démesuré flotte au-dessus de la fumée d'un incendie.
À gauche, dominé par un arc outrepassé typique de l'architecture arabe, un homme habillé à la manière orientale distribue du pain, aidé par un serviteur qui porte un panier. Derrière eux, deux Noirs en livrée portent un brancard. Devant, un homme assis, pensif, rappelle un des damnés du Jugement dernier de Michel-Ange.
À droite, sous deux arcades, cette fois-ci en arc brisé, Napoléon, touche le bubon d'un malade à son aisselle. Au premier plan, un médecin arabe donne des soins à un autre malade. Le bas du tableau est occupé par des hommes prostrés. La lumière du tableau et le jeu des couleurs mettent en évidence Napoléon Bonaparte.
Décrivons cette composition. On remarque une structure en deux groupes : celui de la lumière et celui de l’ombre. Dans celui qui baigne dans la lumière, on voit Bonaparte au centre de la composition, à l’intersection des lignes dominantes. Il est accompagné d’un général et du médecin en chef de l’armée, Desgenettes. Dans ce groupe, des pestiférés ont des corps qui sont des nus académiques, à la beauté idéalisée où tous les muscles sont visibles, tels des sculptures antiques.
Dans le deuxième groupe, l’obscurité domine. Les figures présentes y sont tristes et désabusées : voir ce groupe d’arabes et de soldats à gauche, juste derrière le général. Ce groupe dit le désespoir quand celui de la lumière représente l’espoir revenu. Dans l’obscurité sont peints les différents stades de la peste. On remarque à gauche des figures qui souffrent, mais aussi deux Arabes portant un brancard qui soutient certainement un cadavre, représentés de manière énergique. Lorsque l’on se déplace vers la droite, en suivant l’ombre, les figures vont de plus en plus mal jusqu'à la mort. Gros présente un médecin turc qui prélève le liquide présent dans un bubon. Cette représentation est inscrite dans l’actualité, puisqu'à l’époque le seul moyen de lutter contre la peste est la vaccine (on prélève le pus d’un malade et on l’introduit dans le sang d’une personne non malade). La question de la vaccine est très débattue, car une personne sur trois cents peut mourir après injection de la vaccine. Cette représentation est donc comprise par les contemporains (cette opinion est en fait erronée. À l'époque, on luttait contre la variole - et non la peste - par l'inoculation de la maladie, dite variolisation, grâce à une scarification cutanée (et non dans le sang). La vaccine de Jenner n'a été introduite en France qu'en 1800 et les membres de l'expédition d'Égypte ne pouvaient en avoir connaissance).
Le lieu où se trouvent toutes les figures est une mosquée transformée en lazaret (lieu de quarantaine pour les malades). On peut remarquer des motifs orientalisants. En fond on aperçoit la citadelle, avec le drapeau de la France et sur la droite la mer et un port. La lumière vient du haut, peut-être d’une petite lucarne.

## Analyse de la scène
La prise de Jaffa, le 7 mars 1799, et sa violente mise à sac par l'armée française, sont rapidement suivies de l'aggravation d'une épidémie de peste bubonique, identifiée dès janvier 1799, qui va décimer l'armée commandée par Napoléon Bonaparte. Le 11 mars, Bonaparte rend une visite spectaculaire aux malades, et les touche, ce qui est considéré comme magnifique ou suicidaire selon que l'on se place du point de vue de la légende napoléonienne ou de celui des frayeurs que suscite à l'époque la peste.
Le malade aux yeux bandés qui se trouve sur la droite souffre d'ophtalmie en plus de la peste. Depuis leur arrivée en Égypte en juillet 1798, les Français sont nombreux à être touchés par des troubles graves aux yeux dus au sable, à la poussière et à la lumière du soleil.
En 1804, il n'est pas question de représenter qui que ce soit osant empêcher Bonaparte de faire quoi que ce soit, mais un soldat esquisse le geste d'arrêter la main dégantée qui va toucher le bubon d'un malade. Les mécanismes de la contagion de la peste bubonique sont encore inconnus au début du XIXe siècle, et l'on ignore le rôle des puces dans la transmission jusqu'à sa mise en évidence par Paul-Louis Simond en 1898. Toucher à main nue un bubon n'est pas particulièrement risqué, tous les autres acteurs de la scène courent, nous le savons maintenant, le même risque, celui qu'une puce passe sur eux depuis un malade. L'officier qui protège sa bouche et son nez n'a cependant pas une attitude totalement infondée : certains cas de peste bubonique peuvent évoluer en peste pulmonaire, avec un risque très élevé de contagion par les aérosols émis par la toux des malades.
Le geste médical est un peu plus à droite du tableau, inchangé depuis au moins le Moyen Âge : c'est l'incision des bubons opérée par le vieux médecin, pour s'en faire écouler le pus, ce qui est inefficace quant au traitement et affaiblit le malade. Le médecin essuie la lame qui va servir à inciser. L'assistant du médecin soutient et bloque le malade pendant l'opération.
Au moment où Napoléon Bonaparte devient empereur, cet épisode évoque la tradition de guérison thaumaturgique des écrouelles par les rois de France, qui recevaient et touchaient des scrofuleux afin de les guérir.
La réalité semble assez loin de cette image mythique : le 23 avril 1799, pendant le siège de Saint-Jean-d'Acre, Bonaparte suggère à Desgenettes, médecin en chef de l'expédition, d'administrer de l'opium aux malades, c'est-à-dire de les euthanasier. Desgenettes refuse. Le 27 mai de la même année, Bonaparte rend une deuxième visite aux pestiférés de Jaffa.
Cette œuvre raconte les événements de Jaffa, ville palestinienne. En 1799, la peste touche plus de 1500 soldats sur 13000 du total de l’armée bonapartiste. Avant le départ de Jaffa, Bonaparte demande aux médecins de son armée d’achever les malades qui ne peuvent pas suivre en administrant un poison aux pestiférés. Mais il reste des survivants et quand l’armée anglaise arrive à Jaffa, les soldats qui ont survécu relatent les événements. Les Anglais en guerre contre la France en profitent pour lancer une importante propagande antinapoléonienne dont l’écho arrive jusqu’en France (caricature de James Gillray Le jour du règlement de comptes du boucher corse (1803). Éclate un scandale qui ternit l’image de Bonaparte et menace ses ambitions : Bonaparte cherche à s’affirmer en tant que chef légitime et obtenir l’adhésion du pays pour fonder une dynastie. L’affaire gène car la version officielle est différente des témoignages britanniques.
La mise en valeur de Bonaparte se voit très clairement dans cette composition. En effet plusieurs éléments de l’œuvre permettent d’attirer le regard du spectateur vers le général Bonaparte et la manière dont Gros le représente confère une certaine aura au général français. La position centrale, la convergence des lignes dominantes sur Bonaparte, la lumière et les couleurs sont autant d’éléments qui mettent en valeur le général. Le contraste entre les pestiférés qui se fondent dans le décor oriental et l’uniforme français du général est aussi une manière de mettre en valeur le chef de l’armée. L’éclairage de Gros crée l’impression que les hommes placés près du général sont revivifiés tandis que les autres restent plongés dans la pénombre et le désespoir. De plus, Gros représente Bonaparte dans la position du Christ guérisseur ou d’un roi thaumaturge (au moment du sacre, le roi de France touche les malades pour exercer son pouvoir thaumaturgique, c’est-à-dire de guérison). La posture du général peut également rappeler celle de l’Apollon du Belvédère. Il est intéressant de noter qu’Apollon est le dieu qui donne les lois aux hommes mais également le dieu qui provoque la peste et qui peut la faire cesser. L’évocation de ces figures se lit notamment dans le toucher de Bonaparte sur le pestifère. Les références à Apollon sont comprises par les personnes de l’époque. En effet, les iconographies religieuses touchent un large public. De plus, Bonaparte a rapporté quelques années auparavant l’Apollon du Belvédère d’Italie, ce que sait la population.
Le tableau réfute plusieurs accusations relatives à la campagne de Bonaparte en Orient. En représentant Napoléon au milieu de ses hommes, Gros montre que le général n’abandonne pas son armée en terre étrangère. De plus, le courage et le calme de Bonaparte par rapport aux autres soldats (l’un se cache la bouche avec un tissu, un autre fuit la scène, Desgenettes et un autre soldat essaient d’empêcher Bonaparte de toucher le bubon du pestiféré) présentent un chef attentif à ses soldats, prêt à réconforter ses troupes au péril de sa vie. Enfin, le toucher de Bonaparte cherche à montrer qu’il est plein de compassion et qu’il ne sacrifie pas impitoyablement les malades. 